# 1526
| [ Edytuj tabelę ]              | |
| Król Polski                    | - 1507 Zygmunt I Stary 1548 |
| Współksiążęta Andory           | - 1515 Joan d’Espés 1530 - 1517 Henryk II 1555 |
| Król Anglii                    | - 1509 Henryk VIII 1547 |
| Władca Azteków                 | - 1525 Diego Velazquez Tlacotzin 1526 - 1526 Andres de Tapia Motelchiuh 1530 |
| Elektor Brandenburgii          | - 1499 Joachim I Nestor 1535 |
| Książę Bawarii                 | - 1508 Wilhelm IV 1550 - 1516 Ludwik X 1545 |
| Sułtan Brunei                  | - 1521 Abdul Kahar 1575 |
| Cesarz Chin                    | - 1521 Jiajing 1566 |
| Król Czech                     | - 1516 Ludwik II Jagiellończyk 1526 - 1526 Ferdynand I Habsburg 1564 |
| Król Danii                     | - 1523 Fryderyk I 1533 |
| Dalajlama                      | - 1475 Gendun Gjaco 1541 |
| Cesarz Etiopii                 | - 1508 Lybne Dyngyl 1540 |
| Król Francji                   | - 1515 Franciszek I 1547 |
| Król Hiszpanii                 | - 1516 Karol I 1556 |
| Hrabia Holandii                | - 1515 Karol I Habsburg 1555 |
| Szach Iranu                    | - 1524 Tahmasp I 1576 |
| Państwo Wielkich Mogołów       | - 1526 Babur 1530 |
| Władca Inków                   | - 1493 Huayna Capac 1527 |
| Lord Irlandii                  | - 1509 Henryk VIII Tudor 1542 |
| Cesarz Japonii                 | - 1500 Go-Kashiwabara 1526 - 1526 Go-Nara 1557 |
| Kalif                          | - 1520 Sulejman I 1566 |
| Patriarcha Konstantynopola     | - 1522 Jeremiasz I 1545 |
| Władca Korei                   | - 1506 Chungjong 1544 |
| Wielki książę litewski         | - 1506 Zygmunt I Stary 1548 |
| Sułtan Maroka                  | - 1524 Abu al-Abbas Ahmad 1545 |
| Książę Mediolanu               | - 1521 Franciszek II 1535 |
| Wielki książę moskiewski       | - 1505 Wasyl III 1533 |
| Król Nawarry                   | - 1516 Henryk II 1555 |
| Król Norwegii                  | - 1523 Fryderyk I 1533 |
| Sułtan Omanu                   | - 1500 Muhammad ibn Isma’il 1529 |
| Elektor Palatynatu             | - 1508 Ludwik V 1544 |
| Papież                         | - 1523 Klemens VII 1534 |
| Król Portugalii                | - 1521 Jan III 1557 |
| Książę w Prusach               | - 1525 Albrecht 1568 |
| Cesarz Rzymski (niemiecki)     | - 1519 Karol V Habsburg 1558 |
| Kapitanowie Regenci San Marino | - 1525 Melchiorre di Francesco Belluzzi Sammaritano di Andrea Tini 1526 - 1526 Girolamo di Giuliano Gozi Federigo di Brandano Calcigni 1526 - 1526 Francesco di Simone Belluzzi Marino di Severo 1527 |
| Elektor Saksonii               | - 1525 Jan Stały 1532 |
| Król Szkocji                   | - 1513 Jakub V 1542 |
| Król Szwecji                   | - 1521 Gustaw I Waza 1560 |
| Król Tajlandii                 | - 1491 Ramathibodi II 1529 |
| Sułtan Turków                  | - 1520 Sulejman Wspaniały 1566 |
| Doża Wenecji                   | - 1523 Andrea Gritti 1538 |
| Król Węgier                    | - 1516 Ludwik II 1526 - 1526 Ferdynand I 1564 - 1526 Jan Zápolya 1540 |
| Cesarz Wietnamu                | - 1522 Lê Cung Hoàng 1527 |

Rok 1526 / MDXXVI
stulecia: XV wiek ~
XVI wiek ~
XVII wiek

lata: 1516 «
1521 «
1522 «
1523 «
1524 «
1525 «
1526
» 1527
» 1528
» 1529
» 1530
» 1531
» 1536

## Wydarzenia w Polsce
- 26 stycznia – rozpoczęły się rozruchy w Gdańsku, wywołane przez luterańskich mieszkańców miasta.
- 29 stycznia – w Piotrkowie zakończył obrady sejm[1].
- 17 kwietnia – król Zygmunt Stary przybył do Gdańska, aby uśmierzyć zamieszki religijne. Wojska królewskie po wkroczeniu do miasta krwawo go stłumiły, wielu uczestników uwięziły, a 14 najważniejszych przywódców Zygmunt kazał ściąć.
- 30 kwietnia – książę Jan Opolski i margrabia Jerzy Hohenzollern nadali Tarnowskim Górom prawa miejskie oraz przywileje górnicze.
- 10 września – sejm mazowiecki złożył przysięgę na wierność królowi polskiemu. Mazowsze (Księstwo Mazowieckie) zostało włączone do Korony Polskiej.

## Wydarzenia na świecie
- 14 stycznia – król Francji Franciszek I, przebywający od czasu klęski w bitwie pod Pawią w niewoli hiszpańskiej, został zmuszony do podpisania pokoju madryckiego, w którym w zamian za uwolnienie zobowiązał się do licznych ustępstw terytorialnych i oddania dwóch synów jako zakładników.
- 26 marca – zwolniony z hiszpańskiej niewoli król Francji Franciszek I powrócił do kraju.
- 21 kwietnia – w bitwie pod Panipatem książę tamurydzki Babur odniósł decydujące zwycięstwo nad wojskami sułtanatu delhijskiego.
- 22 maja – we francuskim Cognac została zawiązana Święta Liga skierowana przeciwko cesarzowi Karolowi V Habsburgowi.
- 21 sierpnia – Alonso de Salazar odkrył Wyspy Marshalla.
- 29 sierpnia – wojska węgierskie zostały rozbite przez armię osmańską pod dowództwem Sulejmana Wspaniałego w bitwie pod Mohaczem. Pod Mohaczem zginął król Czech i Węgier Ludwik II Jagiellończyk, ostatni z czesko-węgierskiej gałęzi dynastii Jagiellonów; zgodnie z postanowieniami zjazdu wiedeńskiego z 1515 Czechy (ze Śląskiem) i Węgry przeszły pod panowanie Habsburgów.
- 24 października – Ferdynand I Habsburg został królem Czech.
- 16 grudnia – Ferdynand I Habsburg został wybrany na króla Węgier.
- 31 grudnia – na zjeździe magnatów węgierskich w Cetin pod wodzą rodu Frangepán, Ferdynand I Habsburg został obwołany królem Węgier.

- Pożar zniszczył holenderskie miasto Delft.
- Jorge de Meneses odkrył Nową Gwineę.

## Urodzili się
- 1 stycznia – Ludwik Bertrand, hiszpański dominikanin, święty katolicki (zm. 1581)
- 19 lutego – Charles de L’Écluse (Kluzjusz) – francuski lekarz i botanik (zm. 1609)
- 9 lipca – Elżbieta Habsburżanka, królowa Polski, wielka księżna litewska, pierwsza żona Zygmunta Augusta (zm. 1545);
- 1 listopada – Katarzyna Jagiellonka, królowa szwedzka, córka Zygmunta Starego (zm. 1583)

- data dzienna nieznana: 
  - Benedykt Massari, franciszkanin, święty katolicki (zm. 1589)

## Zmarli
- 4 sierpnia – Juan Sebastián Elcano, baskijski odkrywca, pierwszy, który opłynął Ziemię dookoła (ur. 1476)
- 29 sierpnia – Ludwik II Jagiellończyk, król Czech i Węgier (ur. 1506)

- data dzienna nieznana: 
  - Mikołaj Firlej, hetman wielki koronny.

## Zdarzenia astronomiczne
- 2 czerwca – przejście Wenus na tle tarczy słonecznej[2]